# Smeddammen, Dalarna
Smeddammen är en sjö i Säters kommun i Dalarna och ingår i Dalälvens huvudavrinningsområde. Sjön har en area på 0,0624 kvadratkilometer och ligger 165,1 meter över havet. Sjön avvattnas av vattendraget Tunaån (Flokån).

## Delavrinningsområde
Smeddammen ingår i det delavrinningsområde (669324-148296) som SMHI kallar för Inloppet i Grängen. Medelhöjden är 191 meter över havet och ytan är 2,11 kvadratkilometer. Räknas de 38 avrinningsområdena uppströms in blir den ackumulerade arean 270,81 kvadratkilometer. Tunaån (Flokån) som avvattnar avrinningsområdet har biflödesordning 2, vilket innebär att vattnet flödar genom totalt 2 vattendrag innan det når havet efter 221 kilometer. Avrinningsområdet består mestadels av skog (68 procent), öppen mark (11 procent) och jordbruk (14 procent). Avrinningsområdet har 0,05 kvadratkilometer vattenytor vilket ger det en sjöprocent på 2,5 procent.